# Histoires incroyables
Les Histoires incroyables, en grec ancien Περὶ ἀπίστων / Perì apístôn, de Paléphatos sont un recueil en grec du IVe ou IIIe siècle av. J.-C. de légendes expliquées par l'auteur, tentant de rétablir et expliquer la vérité qui se cache en chacune d'elles.
Dans ce recueil en cinq livres, l'auteur s'attache à donner une interprétation rationnelle, typique de l'évhémérisme, à de nombreux mythes grecs.
La majeure partie de l'œuvre est aujourd'hui perdue ; seuls subsistent quelque 52 extraits conservés grâce à des compilations tardives, et dont les sept derniers sont jugés apocryphes (ils s'écartent des autres en livrant de simples récits mythologiques sans interprétation particulière).

## Extraits conservés desHistoires incroyables
1. Les Centaures
2. Pasiphaé
3. Les Spartoi
4. Le Sphinx de la Cadmée
5. Le renard de Teumessos
6. Actéon
7. Les chevaux de Diomède
8. Niobé
9. Lyncée
10. Cénée (Cænéis)
11. Cycnos
12. Dédale et Icare
13. Atalante et Mélanion
14. Callisto
15. Europe
16. Le Cheval de bois
17. Éole
18. Les Hespérides
19. Cottos et Briarée
20. Scylla
21. Dédale
22. Phinée
23. Mestra
24. Géryon
25. Glaucos de Sisyphe
26. Glaucos de Minos
27. Glaucos de la mer
28. Bellérophon
29. Les chevaux de Pélops
30. Phrixos et Hellê
31. Les filles de Phorcys
32. Les Amazones
33. Orphée
34. Pandore
35. La race des frênes
36. Héraclès
37. Céto
38. L'Hydre
39. Cerbère
40. Alceste
41. Zéthos et Amphion
42. Io
43. Médée
44. Omphale
45. La corne d'Amalthée
46. (L'histoire de Hyacinthe)
47. (L'histoire de Marsyas)
48. (Phaon)
49. (L'histoire de Ladon)
50. (Héra)
51. (Orion)
52. (Phaéton)

### Éditions
- (de), (grc) Kai Brodersen, Die Wahrheit über die griechischen Mythen. Palaiphatos’ “Unglaubliche Geschichten”, Reclam, 2002  (ISBN 315018200X).
- (la + grc) Nicola Festa, « Palaephati Περὶ ἀπίστων », dans Mythographi Graeci, Leipzig, Teubner,‎ 1902, vol. III, fasc. 2.
- (it) (grc) Anna Santoni, Palefato, "Storie incredibili", Pise, Ed. ETS, 2000, 139 p.  (ISBN 88-467-0366-9).

### Études
- David Bouvier, « Palaiphatos ou le mythe du mythographe », Polymnia, no 1,‎ 2015, p. 25-60 (lire en ligne  [PDF]).
- (de) Felix Jacoby, Die Fragmente der griechischen Historiker, Leyde, 1968, p. 266-268 et Addenda, p. 15-19.
- Arnaud Zucker, « Palaiphatos ou la clinique du mythe », dans Arnaud Zucker, Jacqueline Fabre-Serris, Jean-Yves Tilliette, Gisèle Besson (dir.), Lire les mythes. Formes, usages et visées des pratiques mythographiques de l'Antiquité à la Renaissance, Villeneuve-d'Ascq, Presses universitaires du Septentrion, 2016 (ISBN 978-2-7574-1154-4, lire en ligne ), p. 43-66.